# Родіон Кеметару
Родіон Горун Кеметару (рум. Rodion Gorun Cămătaru, нар. 22 червня 1958, Стрехая, Румунія) — румунський футболіст, що грав на позиції нападника. Виступав за національну збірну Румунії.
Дворазовий чемпіон Румунії. Чотириразовий володар кубка Румунії.

## Клубна кар'єра
Вихованець юнацької команди клубу «Прогресул Стрехая».
У дорослому футболі дебютував 1974 року виступами за команду клубу «Університатя» (Крайова), в якій провів дванадцять сезонів, взявши участь у 288 матчах чемпіонату. Більшість часу, проведеного у складі крайовської «Університаті», був основним гравцем атакувальної ланки команди.
Своєю грою за цю команду привернув увагу представників тренерського штабу клубу «Динамо» (Бухарест), до складу якого приєднався 1986 року. Відіграв за бухарестську команду наступні три сезони своєї ігрової кар'єри. Граючи у складі бухарестського «Динамо» також здебільшого виходив на поле в основному складі команди. 1987 року отримав Золотий бутс як найкращий бомбардир найвищих дивізіонів національних футбольних чемпіонатів країн зони УЄФА.
Протягом 1989—1990 років захищав кольори команди клубу «Шарлеруа».
1990 року перейшов до клубу «Геренвен», за який відіграв три сезони. Тренерським штабом нового клубу також розглядався як гравець «основи». Завершив кар'єру футболіста 1993 року виступами за «Геренвен».

## Виступи за збірну
1978 року дебютував в офіційних матчах у складі національної збірної Румунії. Протягом кар'єри у національній команді, яка тривала тринадцять років, провів у формі головної команди країни 75 матчів, забивши 22 голи.
У складі збірної був учасником чемпіонату Європи 1984 року у Франції, чемпіонату світу 1990 року в Італії.

## Досягнення
- Чемпіон Румунії:

«Університатя» (Крайова): 1979–1980, 1980–1981
- Володар кубка Румунії:

«Університатя» (Крайова): 1976–1977, 1977–1978, 1980–1981, 1982–1983
- Найкращий бомбардир Чемпіонату Румунії:

«Динамо» (Бухарест): 1986–87